# Bernard Heidsieck
Bernard Heidsieck (Paris, 28 de novembro de 1928 – Paris, 22 de novembro de 2014) foi um poeta sonoro francês.
Foi vice-presidente do Banco Francês do Comércio Exterior em Paris e presidente da Comissão Poesia no Centro Nacional do Livro.
Organizou o primeiro festival internacional de poesia sonora em 1976 e o evento "Rencontres Internationales 1980 de poésie sonore" que teve lugar em Rennes, Havre e no Centro Georges Pompidou em Paris.
Apesar de mundialmente reconhecido pela sua contribuição para a poesia sonora, possui apenas obras parciais traduzidas para português.